# Nikki Benz
Nikki Benz (* 11. prosince 1981, Mariupol, Sovětský svaz) je kanadská pornoherečka a režisérka. Byla nominována na Most Valuable Starlet (herecký objev roku, začínající herečka) roku 2007 od AVN Awards. V roce 2008 ji F.A.M.E. Awards nominovalo na cenu Hottest Body (nejvíce sexy tělo, nejvzrušivější tělo)